# Vincent Vanryckeghem
Vincent Vanryckeghem (18 januari 1987) is een Belgische voormalige atleet, die gespecialiseerd was in het hordelopen.

## Biografie
Zijn eerste succes bij de senioren boekte Vanryckeghem in 2007 met het winnen van een gouden medaille op de 400 m horden bij de Belgische kampioenschappen. Op het Europese kampioenschap U23 werd hij op dezelfde afstand zesde.
In 2009 moest hij genoegen nemen met het zilver op deze afstand bij de Belgische kampioenschappen. Michaël Bultheel was hem toen met 50,69 s slechts zeven honderdste van een seconde te snel af. Op het Europees kampioenschap U23 dat jaar in het Litouwse Kaunas boekte hij het grootste succes van zijn sportcarrière met het winnen van de bronzen medaille in de finale van de 400 m horden. Hij deed dit in een nieuw persoonlijk record van 49,90 s. In 2010 en 2011 haalde hij nog twee bijkomende Belgische titels op de 400 m horden.
Vanryckeghem was aangesloten bij Atletiekclub Lyra (LYRA). Begin 2013 stapte hij over naar AC Kapellen.

## Belgische kampioenschappen
| onderdeel    | jaar             |
| ------------ | ---------------- |
| 400 m horden | 2007, 2010, 2011 |

## Persoonlijke records
| Onderdeel    | Prestatie | Datum        | Plaats     |
| ------------ | --------- | ------------ | ---------- |
| 300 m        | 33,89 s   | 26 juli 2009 | Brasschaat |
| 400 m        | 47,76 s   | 4 juli 2009  | Oordegem   |
| 110 m horden | 14,65 s   | 9 juli 2006  | Brussel    |
| 400 m horden | 49,90 s   | 18 juli 2009 | Kaunas     |

## Palmares

### 400 m horden
- 2007:  BK AC - 50,25 s
- 2007: 6e EK U23 in Debrecen - 50,88 s
- 2009:  BK AC - 50,76 s
- 2009:  EK U23 - 49,90 s
- 2010:  BK AC - 52,06 s
- 2011:  BK AC - 51,18 s